# Doleschallia lyncurion
Doleschallia lyncurion är en fjärilsart som beskrevs av Hans Fruhstorfer 1912. Doleschallia lyncurion ingår i släktet Doleschallia och familjen praktfjärilar. Inga underarter finns listade i Catalogue of Life.